# Bernardo García Martínez
Pour les articles homonymes, voir García et Martinez.
Bernardo García Martínez, né le novembre 1946 à Mexico et décédé le 4 septembre 2017, est un historien, géographe, chercheur et académicien mexicain. Il s'est spécialisé dans la géographie historique, l'histoire de l'environnement et l'histoire des institutions, notamment de la période coloniale et d'autres sujets du XXe siècle.

## Biographie
Ayant un doctorat en histoire de l'université Harvard en 1980, il était professeur-chercheur au Centro de Estudios Históricos de El Colegio de México. Dans les domaines de la géographie historique et de l'histoire environnementale, il a mené des recherches sur les processus de peuplement, les réseaux de communication, les conditions environnementales, les limites et les frontières du Mexique. Dans la spécialité de l'histoire politique et institutionnelle, il a mené des recherches sur la période coloniale de la Nouvelle-Espagne, la conquête du Mexique, les structures de pouvoir, les corporations et les villages indiens.
Il était membre émérite du Système national des chercheurs du Mexique et membre à part entière de l'Académie mexicaine d'histoire, qu'il a rejointe en 1999, en occupant le fauteuil 19. En 1988, il remporte le prix Silvio Zavala pour sa publication Los Pueblos de la sierra : El Poder y el espacio entre los indios del norte de Puebla hasta 1700.
Il a participé à la Nueva historia mínima de México (2004) et à plusieurs chapitres de la Nueva historia general de México (2010). Il a fréquemment contribué à la revue Arqueología Mexicana. 

## Publications
- 1969 : El Marquesado del valle: tres siglos de régimen señorial en Nueva España
- 1985 : Historia de México
- 1987 : Los Pueblos de la sierra: el poder y el espacio entre los indios del norte de Puebla hasta 1700
- 1992 : Las Carreteras de México (1891-1991), pour la secrétariat aux Communications et aux Transports du Mexique
- 2004 : El Desarrollo regional y la organización del espacio
- 2008 : Las Regiones de México: breviario geográfico e histórico
- 2016 : Hernán Cortés y la invención de la ‘Conquista de México
- 2016 : El Naturalista frente a la historia y el historiador frente a la naturaleza: Las enseñanzas de Alcide d’Orbigny ¿Y mañana la ciudad?[4]

### Article
- Encomenderos españoles y British Residents. El Sistema de dominio directo desde la perspectiva novohispana. Historia mexicana, v. 60, n°4 (240) (avr.-juin 2011)